# Manuel Gondra

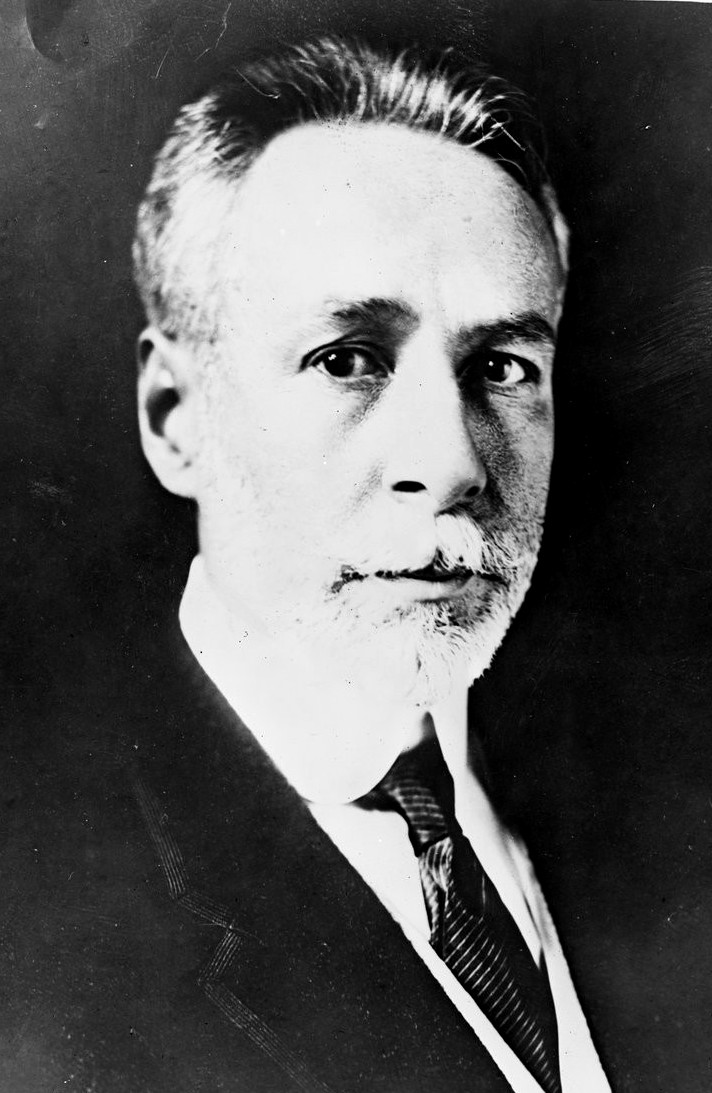
Manuel Gondra (1920)

Manuel Gondra (* 1. Januar 1871 in Buenos Aires; † 8. März 1927 in Asunción) war ein paraguayischer Philologe, Literat, Politiker, Minister und Staatspräsident (1910–1911 und 1920–1921).

## Leben
Gondra wurde 1871 als Sohn des Argentiniers Manuel José Gondra Alcorta und der Paraguayerin Natividad Pereira Oscariz in Buenos Aires geboren. Er besuchte die Grundschule in Villeta, der Heimatstadt seiner Mutter. Danach wechselte er in Asunción an das Colegio Nacional und 1891 an die Universidad Nacional, wo er ein Studium der Rechtswissenschaft aufnahm. Er verließ die Universität ohne Abschluss, um sich dem Unterrichten und der Literatur zu widmen. Er bildete sich selbst weiter durch die Lektüre der großen Denker und Philosophen, die er in ihrer Originalsprache las. Er beherrschte neben Latein auch Französisch, Englisch, Deutsch und Italienisch. Am Colegio Nacional und an anderen Instituten erteilte er Unterricht in Grammatik, Literatur und Geographie. Neben seiner Belesenheit verfügte er über ein hervorragendes Gedächtnis, aus dem er zu jeder Gelegenheit das passende Zitat abrufen konnte. Seine Privatbibliothek gehörte zu den wertvollsten des Landes. Sie wurde nach seinem Tod von der University of Texas in Austin gekauft.
Er schrieb für zahlreiche Zeitungen und galt als der brillanteste Literat Paraguays seiner Epoche. Gondras literarische Werke wurden 1942 in Buenos Aires unter dem Titel „Hombres y Letras de América“ publiziert.
Als Politiker war Gondra seit Beginn des 20. Jahrhunderts Mentor der Liberalen Partei. Er war Innenminister und diente als Außenminister in den Kabinetten von Eduardo Schaerer sowie Manuel Franco. 1909 handelte er in dieser Funktion einen Auslieferungsvertrag mit dem Deutschen Reich aus. Er wurde zweimal Staatspräsident (25. November 1910 – 17. Januar 1911 und 15. August 1920 – 7. November 1921), ohne jedoch jeweils sein Mandat zu beenden. Seinen größten politischen Erfolg erzielte er als Außenminister. Auf der Panamericana-Konferenz in Santiago de Chile 1923 präsentierte er sein Projekt einer Rechtsordnung zur Schlichtung von Konflikten zwischen amerikanischen Staaten, das angenommen wurde und seither den Namen „Convención Gondra“ (Gondra-Vertrag) trägt.
Gondra lebte arm und starb arm. Sein einfaches, enthaltsames Leben war der Kultur, den Gedanken, dem öffentlichen Wohl und den Idealen der Gerechtigkeit und Freiheit gewidmet. Er verstarb am 8. März 1927 im Alter von 56 Jahren in Asunción.